# Mensdorf
Mensdorf (en luxemburguès: Menster; alemany: Mensdorf) és una vila i centre administratiu de la comuna de Betzdorf, situada al districte de Grevenmacher del cantó de Grevenmacher. Està a uns 13,3 km de distància de la ciutat de Luxemburg.